# توني هور (دراج)
توني هور (بالإنجليزية: Tony Hoar) ولد بتاريخ 10 فبراير 1932 في هامبشير، إنجلترا، هو دراج بريطاني سابق في صنف سباق الدراجات على الطريق.

## روابط خارجية
- توني هور على موقع أرشيف الدراجات (الإنجليزية)
- توني هور على موقع إحصائيات الدراجات الإحترافية (الإنجليزية)
- توني هور على موقع اتحاد ألعاب الكومنولث (مؤرشف) (الإنجليزية)